# The Image (pel·lícula de 1975)
The Image és una pel·lícula per adults dramàtica estatunidenca del 1975 que es va tornar a estrenar en una versió editada el 1976. La pel·lícula també és coneguda per altres dos títols The Punishment of Anne i The Mistress and the Slave i va ser dirigida per Radley Metzger. La pel·lícula està basada en la novel·la clàssica sadomasoquista de 1956 L'Image, escrita per Catherine Robbe-Grillet i publicada amb el pseudònim de "Jean de Berg".

## Premissa
Jean, una escriptora de mitjana edat que viu a París, coneix una vella amiga, Claire, i aviat es veu arrossegada al seu món de sadomasoquisme juntament amb la parella més jove de la Claire, Anne.

### Estructura
La pel·lícula està dividida en 10 capítols, títols en lletres blanques sobre fons negre:
1. An Evening at the X...'s
2. The Roses in Bagatelle Gardens
3. Too Much Water and Its Consequences
4. False Starts
5. The Photographs
6. An Expiatory Sacrifice
7. The Fitting Room
8. In the Bathroom
9. The Gothic Chamber
10. Everything Resolves Itself

## Repartiment
- Carl Parker - Jean
- Marilyn Roberts - Claire
- Mary Mendum (Rebecca Brooke) - Anne[5][6] then Metzger's girlfriend[3]
- Valerie Marron - Venedora

## Reaccions
- "Qualsevol persona en el sado-masoquisme obtindrà una satisfacció òbvia observant les emocions físiques superficials que ofereix Metzger. La veritable satisfacció per a aquest espectador va ser aprofundir en els temes de domini i submissió que els personatges estaven explorant en les seves relacions." – Boris Lugosi[7]
- "Això és imprescindible per a qualsevol persona interessada en els fetitxes retratats (sexe oral gràfic, bondage, assots i orinar), i també per aquells que ho farien m'agrada veure com pot ser porno de qualitat."[8]

## Recepció
The Image va rebre crítiques diverses. Buzz Burgess de DVDTalk va donar a la pel·lícula quatre estrelles de cinc pel seu contingut, afirmant que "Metzger […] ha creat una peça argumentada per alguns com la millor pel·lícula eròtica mai feta." A Charles Tatum, de eFilmCritic.com no li va agradar la pel·lícula, atorgant-li només dues de cinc estrelles, citant manca de substància,"The Image és només això: imatges boniques de persones maques que s'assoten durant les sessions sexuals. La seva infàmia és comprensible, però no merescuda." Michael Den Boer va elogiar les actuacions de l'actor, especialment la de Brooke, fins i tot donant a entendre que ella va portar la pel·lícula amb la seva interpretació d'Anne. Encara que inicialment va ser elogiada a Alemanya, la pel·lícula va ser polèmica més tard i es va retirar de la circulació.

## Estrena en Blu-ray
El 2011, Synapse Films va reestrenar The Image en Blu-ray i DVD. Els negatius originals de 35 mm es van escanejar per facilitar el llançament d'alta definició. A més de la remasterització visual, l'àudio també es va reelaborar per a la reedició, afegint DTS-HD Master Audio 5.1 al Blu- ray. Synapse també va crear una nova portada per a la reedició.